# История почты и почтовых марок Гамбурга
История почты и почтовых марок Гамбурга охватывает развитие почтовой связи в этом городе от средневековых гонцов до вхождения почтовой администрации Гамбурга в Северо-Германский почтовый округ в 1868 году.

## Развитие почты
После основания немецкого Ганзейского союза в эпоху позднего средневековья были организованы так называемые регулируемые почтовые тракты, которые использовались для перевозки корреспонденции из Гамбурга через Любек, Росток, Штеттин, Данциг и Кенигсберг в Ригу, а также через Бремен в Амстердам и через Целле и Брауншвейг в Нюрнберг.
В 1649 году в Гамбурге открылось почтовое отделение Дании. В XVII веке почта Турн-и-Таксиса обосновалась в Гамбурге; между Гамбургом и Нюрнбергом была организована перевозка почты и грузов с королевскими привилегиями.
В 1810 году Наполеон аннексировал три ганзейских города и северо-запад Германии в ходе континентальной блокады Великобритании.
После окончания французской оккупации в Гамбурге снова открылся ряд почтовых отделений. Ганзейские города имели свои собственные почтовые отделения в Гамбурге и Ритцебюттеле (Ritzebüttel). В гамбургском городском почтамте (ул. Менгштрассе, д. 43), размещались шведско-норвежская почта, почта Турн-и-Таксиса (ул. Менгштрассе, д. 48), почта Ганновера. Прусское центральное почтовое ведомство, мекленбургская почта и датская почта работали в собственных зданиях.
Имелся реестр, где можно было посмотреть, куда сдавать своё почтовое отправление для пересылки в разные пункты назначения. Корреспонденцию, адресованную в Англию и за границу, доставляла городская почта. Почта Турн-и-Таксиса отвечала за почтовые отправления, пересылаемые во Францию, Испанию, Португалию, Италию, Бельгию и Швейцарию. Пруссия доставляла почту в Россию и Польшу, а также в Турцию через Австрию. Скандинавию обслуживала датская или шведско-норвежская почта.
Начиная с 1796 года, почтовые отправления в Гельголанд, принадлежавший в то время Дании, доставлялись гамбургским почтовым агентом, так как в Гельголанде работало гамбургское почтовое агентство.
1 января 1852 года Гамбург присоединился к Германо-австрийскому почтовому союзу. Начиная с 1866 года, Гамбург входил в состав Северогерманского союза, в ведение которого 1 января 1868 года перешла почтовая связь в Северо-Германском почтовом округе.

## Выпуски почтовых марок

### Марки городской почты Гамбурга
Первые почтовые марки Гамбургской городской почты были выпущены 1 января 1859 года. Они прямоугольной формы, а в центре изображён герб города с цифрой номинала. Внизу находится слово «Postmarke» («Почтовая марка»), вверху находится надпись «Гамбург». Номинал и валюта (шиллинг) напечатаны в виде текста по краям. Были выпущены номиналы ½ , 1, 2, 3, 4, 7 и 9 Schillinge.
В 1864 году были эмитированы дополнительные номиналы 1,25 и 2,5 Schillinge с другим дизайном рамки. Эти первые выпуски были уже гуммированные, но все ещё беззубцовые. Следующие девять номиналов, вышедшие в 1864 году и в 1867 году снова с рисунком первых выпусков, наконец-то имели зубцовку.
В 1866 году были выпущены еще два номинала с другим рисунком восьмиугольной рамки; а 5 мая 1867 года — ещё один с рисунком первых почтовых марок.
Почтовые марки Гамбурга находились в обращении только до конца 1867 года, поскольку с 1 января 1868 года были действительны только почтовые марки Северо-Германского почтового округа.

### Марки Института курьеров Гамбурга
Институт курьеров Гамбурга выпустил марку номиналом ½ шиллинга. Эта частная компания доставляла только письма и газеты в городской черте Гамбурга и взимала пол-шиллинга. Марки были напечатаны чёрным цветом на цветной бумаге.